# Protacraga micans
Protacraga micans är en fjärilsart som beskrevs av Hopp 1924. Protacraga micans ingår i släktet Protacraga och familjen Dalceridae. Inga underarter finns listade i Catalogue of Life.